# Їжа під час окупації Японії 1946-1952 років
Окупація Японії Сполученими Штатами Америки тривала з 1945 по 1952 рік після того, як японці капітулювали 2 вересня 1945 року, закінчивши Другу світову війну. Окупаційний уряд зберіг систему розподілу продуктів, яку впровадили ще під час війни для економії ресурсів. Урядовці США та Японії не змогли ефективно розподілити продовольство, що призвело до голоду, що вплинуло на зовнішню політику США у Східній Азії.

## Передумови
Внутрішнє виробництво продовольства в Японії скоротилося приблизно на 26 % за останні два роки Тихоокеанської війни, коли уряд надав пріоритет військовим зусиллям над ресурсами для сільського господарства, такими як добрива та інструменти. Отже, у фермерів було менше матеріалів та інструментів для виробництва їжі. Частина з них була знищена протягом війни, ще більше виснажуючи і без того обмежені ресурси для виробництва сільськогосподарської продукції.

Окумура Аяо, японський науковий співробітник, згадує про харчову кризу в сільській місцевості:
З 1944 року навіть у сільській місцевості спортивні майданчики місцевих шкіл були перетворені на поля солодкої картоплі. І ми їли кожну частину рослини солодкої картоплі, від листа до кінчика кореня … Для отримання білків ми їли жуків, личинок жуків та інших комах, котрих ми знаходили у корінні зібраних нами рослин, які ми смажили або перетворювали на пюре. Навіть у сільській місцевості їжі бракувало.
Ситуація ускладнювалось тим, що в кінці війни були звільнені Корея та Тайвань, колишні колонії Японії і важливі виробники рису. Як результат, Японія мала покладатися лише на власний врожай. Погана погода призвела до посереднього врожаю в 1944 та 1945 роках. Більше того, повернення восьми мільйонів емігрантів із нещодавно звільнених колоній Японії підвищило потребу у їжі.
У 1940 р. уряд Японії створив систему розподілу продуктів харчування, таких як овочі, цукор, морепродукти, молочні продукти та рис. Раціон для дорослих включав лише 37-51 г м'яса та 51 г риби на день. До 1945 року денний раціон був зменшений до 1793 калорій через подальші обмеження. Ситуація була особливо проблематичною у містах, які повністю покладались на урядові пайки, таких як Токіо, Нагоя, Кобе, Осака та Йокогама.
Люди в провінційних містах, які були не настільки залежали від системи розподілу продуктів, зазнали меншого впливу від даної ситуації, поки японські острови не зазнали бомбардування союзниками в 1944 році. Фермерські сім'ї в більшості не зазнали голоду, оскільки виробляли власну їжу. Однак більшість громадян Японії залежала від урядових пайків. Тому японський уряд закликав сім'ї залишати міста і переїжджати у сільську місцевість, де умови були кращі. Батьки відправляли своїх дітей жити до родичів у сільську місцевість. Близько 1 303 200 дітей було евакуйовано, 857 000 з яких були переміщені до їх родичів, а інші 446 200 були розміщені в буддистських храмах, готелях та місцевих сім'ях.
Тим не менше, це рішення було малоефективним, оскільки діти все ще отримували недостатній пайок на селі. Пайки постійно зменшувались, і дефіцит їжі зберігався. З 1943 по 1945 рік загальний добовий раціон дитини зменшився з 544 г їжі до 408 г.

Дівчина на ім'я Хашимото Куміко, яку переселили на ферму під час Тихоокеанської війни, описує свій досвід голоду в книзі «Їжа і війна в Східній Азії середини ХХ століття» (англ. Food and War in Mid-Twentieth Century East Asia):
День за днем ми їли водянисту кашу в котеджі на ферми, куди нас евакуювали. Справи погіршувалися, і нашою щоденною роботою було збирання польових трав. Одного разу, я натрапила на книжку західної кухні серед кількох речей, що залишились на книжковій полиці. Я гортала сторінки з блискучими фотографіями смаженої яловичини, іспанського омлету, шотландських яєць. Моєю таємною розвагою стало дивитись на красиво зроблені фотографії і читати книгу знову і знову. Мені було байдуже, яким може бути результат війни. Я в душі поклялася, що коли війна закінчиться, я буду їсти всі ці страви. Озираючись назад на той час, я співчутливо посміхаюся, що була голодною дівчинкою з великим апетитом.
Японці стикнулися з вакуумом влади після поразки в Тихоокеанській війні, ситуація ще більше ускладнилася у зв'язку з окупацією США. Спочатку США прагнули демократизувати Японію і з часом поступово зменшувати присутність американських військ. Однак пізніше, вони вирішили мати більший вплив на зовнішню торгівлю та інші галузі Японії. США сподівалися перетворити Японію на дочірню капіталістичну державу. Влада США підтримала санкції проти торгівлі продуктами харчування на ринках та зберегла японську систему нормування харчових продуктів з воєнного часу. Влада Японії та США не змогла належним чином врегулювати торгівлю, виробництво та розподіл продуктів харчування в масштабах країни. Загальне зменшення світового виробництва продовольства у 1945 та 1946 роках ще більше загострило цю проблему.
Раціон дорослої людини в середньому становив до 1042 калорій на день, що складає лише 65 % від мінімального споживання калорій, необхідного для базового виживання. Пайки рідко надходили вчасно. Житель Токіо в середньому отримував лише 70 % виділених йому пайків, що становило близько 775 калорій на день протягом повних шести місяців у 1946 році.

## Ситуація з їжею під час окупації

### Допомога поставками пшениці з США
Під час окупації Комуністична партія скористалася голодом, звинувативши у ньому управління США в Японії.

Щоб подолати цю пропаганду і запобігти поширенню комунізму в Азії, США почали привозити зерно і війська до Японії для запобігання прокомуністичним протестам. Корейці, в самий розпал голоду, подавали подібні скарги проти свого уряду. Щоб уникнути експансії азійського комунізму, США вирішили розділити їх допомогу продуктами харчування між цими двома країнами, іноді обмежуючи допомогу Японії для забезпечення спокою в більш неспокійній Кореї. У 1946 році американський генерал Дуглас Макартур, який відповідав за ситуацію у окупованих Америкою районах у Східній Азії, надіслав наступне повідомлення генералу Дуайту Ейзенхауеру, обговорюючи цю проблему:
Я розглядаю можливість негайного перенаправлення двадцяти п'яти тисяч тонн пшениці виділеної для Японії як жест доброї волі до Кореї для подолання серйозної психологічної та політичної кризи, в якій несприятливі ліві елементи виграють від нинішньої нестачі продовольства. Я переконаний, що ненадання цієї поставки представлятиме серйозну загрозу для військового уряду армії США в Кореї.

### Шкільні обіди
У 1947 році влада США запровадила в Японії програму шкільних обідів, щоб забезпечити харчування дітей у великих містах, які постраждали від продовольчої кризи. В результаті американські благодійні та релігійні організації розробили Ліцензовані агенції допомоги в Азії або LARA (англ. Licensed Agencies for Relief in Asia) для розподілу їжі, одягу та іншої допомоги.
Програма шкільних обідів була поширена по всій країні в 1951 році з наміром виділяти 600 кілокалорій та 25 г білка на кожного учня. Обід включав основну страву з булочкою та склянкою молока. Хліб подавався не через користь для здоров'я, а через те, що американці хотіли продати надлишки пшениці на зовнішні ринки, щоб збільшити свій прибуток. Тим часом молоко (яке надходило з США у формі порошку) було обрано за його здатність швидко зміцнювати недогодованих дітей.

### Чорний ринок
Члени злочинних банд якудзи були особливо відомі тим, що брали участь у торгівлі на чорному ринку. Багато з них торгували раменом, який вони робили з пшениці, що надходила з США. Рамен був інспірований китайським локшиновим супом чука соба. Ця локшина мала вирішальне значення під час голоду, оскільки вона була ситною та калорійною.
Влада США мовчки не помічала чорний ринок. Джордж Сольт, автор «Нерозказаної історії Рамена» (англ. The Untold History of Ramen), стверджує, що уряд лише вдавав протистояння чорному ринку вдаючись до дій лише проти окремих продавців та споживачів. Історик Джон Доуер стверджує, що 1,22 мільйона чоловіків і жінок були ув'язнені за придбання товарів з чорного ринку в 1946 році. Їх кількість зросла до 1,36 млн у 1947 р., і до 1,5 млн у 1948 р. Сольт припускає ймовірність того, що поліція та урядові еліти отримували частину прибутку від нелегальної торгівлі продуктами харчування, що пояснює їх мотивацію мовчазного прийняття чорного ринку.

## Культура харчування після окупаційного періоду
Шін-Йокогама Рамен музей, був створений в районі Шін-Йокогама, Йокогама, Японія, в 1994 році і значною мірою присвячений рамену. Джордж Сольт стверджує, що цей музей завищив участь японців-репатріантів у комерціалізації чука-соба, ігноруючи роль корейських та китайських робітників у Японії, які продавали чука-соба на чорному ринку. Також музей ігнорує китайське походження чука-соба, трактуючи її як японський кулінарний спеціалітет.
Рамен широко згадувався у фільмах, радіо, музиці та телевізійних шоу після окупації. У фільмі «Бангіку» (англ. Late Chrysanthemums, яп. 晩菊) 1954 року представлена жінка, яка веде свою матір до ресторану «Рамен», щоб відсвяткувати свої весільні заручини. Поки дочка із задоволенням їсть рамен, мати згадує ті часи, коли рамен їли виключно для того, щоб уникнути голоду. Ідея їсти його в часи процвітання жахає матір — це тема, яка зустрічається у віршах і музиці цього періоду.

Один з таких віршів (у перекладі з японської):
"На побаченні не їдять нічого, крім рамена.

З порожнім гаманцем, вчора і сьогодні.

Зустріч була розчаровуюча."
Продукти, що надавалися США, вплинули на типи їжі, які споживалися в Японії. Наприклад, включення хлібу (маленьких довгастих хлібців, що називаються коппепан) до шкільних обідів сприяло росту його поширення та споживання. Інші страви з пшениці, включаючи спагеті та піцу, також міцно закріпилися в культурі, наприклад, напорітан. Іншою стравою, що була створена в той час і включена до шкільних обідів, є вершкове рагу, яке використовувало порошкове молоко з США. Ця страва як і деякі інші закріпилася у культурі Японії.